# Мечеть Туба-Шахи
Мечеть Туба-Шахи (азерб. Tuba-Şahi məscidi) — историко-архитектурный памятник XV века, расположенный в посёлке Мардакян Хазарского района города Баку (Азербайджан). Мечеть включена в утверждённый Кабинетом министров Азербайджанской Республики список памятников истории и архитектуры местного значения. Построена неподалёку от Четырёхугольного Мардакянского замка, относящегося к эпохе Ширваншахов.
Мечеть названа в честь женщины по имени Туба Шахи, по заказу которой было осуществлено строительство здания. Надпись на мечети указывает, что она была построена в 1481-1482 гг. В 1720-1721 гг. по приказу бакинского хана Мухаммед-хана в здании были проведены реставрационные работы.
Мечеть имеет чётко выраженный объём в виде параллелепипеда, завершённого куполом. Центральная часть молитвенного зала перекрыта куполом, покоящимся на парусах. По четырём сторонам к центральному молельному залу примыкают боковые прямоугольные в плане помещения.

## История
Мечеть названа в честь женщины по имени Туба Шахи, по заказу которой было осуществлено строительство здания. Надпись на мечети указывает, что она была построена в 1481-1482 гг. Другая надпись находится у входа на узкую винтовую лестницу, ведущую на крышу. Эта надпись, очевидно, принадлежавшая более древней мечети селения, указывает время её строительства — мухаррам 774 года хиджры (1372 г.) и проводит имя заказчика — садра Хаджи Баха-ад-дина, сына Ходжа Нур-ад-дина, сына Махмуда Абайила.
Описывая достопримечательности Абшерона, И.Березин писал: «Самая замечательная из ближних деревень и едва ли не замечательнейшая на всем Апшеронском полуострове есть Мердхан, Мердакан, Мердаханэ или наконец Мардакент. Население её не значительно, но здесь находится довольно изящная мечеть, построенная в 886 (1481-1482) Халил Уллою, и еще укрепление, построенное Мирза Мухаммед Ханом, вероятно бакинским правителем, в 1133 (1720-1721) году, как значится в арабских надписях на мечети и укреплении».
М.А.Шихалиев и А.У.Юзбашев отмечают, что в своё время мечеть и замок были основными постройками деревни, а вокруг них пролегали улицы с одноэтажными домами. Сегодня над панорамой села выделяется характерный купол мечети, окружённый со всех сторон двухэтажными домами, за исключением главного фасада.

## Архитектурные особенности
Мечеть имеет чётко выраженный объём в виде параллелепипеда, завершённого куполом. В плане мечеть приближаются к форме квадрата со сторонами 11,30 и 12,90 метра.
Центральная часть молитвенного зала перекрыта куполом, покоящимся на парусах. Основание купола нависает во внутрь помещения 5-сантиметровой полочкой. Купол поддерживают четыре массивных каменных столба шириной более 1 метра, которые отделяют молитвенный зал мечети от других угловых помещений. По четырём сторонам к центральному квадрату примыкают боковые прямоугольные в плане помещения, перекрытые каменными сводами. В углах устроены четыре небольших прямоугольных в плане помещения, соединённые с молитвенным залом посредством стрельчатых проёмов. Перекрытие первой прилегающей к входу угловой секции выполнено в виде стрельчатого свода. Вторая секция перекрыта аналогично. Конструкция перекрытия третий секции решена в виде купола на восьмигранном основании. И, наконец, перекрытия четвёртой секции имеет звёздчатую форму, образованную напуском вышележащих рядов кладки.
Портал мечети, расположенный с востока, решён в виде большого выступа с глубокой портальной нишей. Последняя также имеет звёздчатое перекрытие довольно сложного рисунка. Через входной портал посетитель попадает в угловую секцию, а из неё в центральное помещение мечети. Сама мечеть выстроена из местного известняка на известковом растворе. Все четыре фасада облицованы камнем чисткой тёски. Стены мечети имеют в среднем толщину до 1,9 м.
Так же, как и фасады, поверхность стен внутри выложена из камня чистой тёски. Внешняя образующая центрального купола имеет стрельчатую форму пологого очертания. Двенадцатигранный барабан, на котором покоится центральный купол, увенчан небольшим карнизом. Описанное плановое решение мечети, широко распространённое в мечетях Абшерона, приобретает традиционный характер и зачастую используется для других типов сооружений, как, например, тюрбе Комплекса дворца ширваншахов XV века, «Ханской дачи» в Нардаране XIV века и в других памятниках с той лишь разницей, что вход, решённый в виде портала, либо помещается на основной оси здания, либо сбивается к одной из торцовых сторон.
Из деталей памятника стоит отметить оконные каменные решётки, представляющие собой довольно сложный геометрический орнамент. Из всех проёмов только два имеют одинаковый рисунок решётки. Такого рода каменные решётки характерны для Ширвано-Абшеронской архитектурной школы и часто встречаются в памятниках Абшерона как в более ранние периоды, так и в XV веке (Мавзолей Сейида Яхья Бакуви, Шахская мечеть, Гилейли-мечеть в Баку, мавзолей Дири баба, Шамахинская Джума-мечеть и др.).